# أندريا إل. تومسون
أندريا إل. تومسون (بالإنجليزية: Andrea Lee Thompson) هي مسؤولة وضابطة أمريكية، ولدت في 1 مارس 1966 في هاريسبورغ في الولايات المتحدة.